# Gandasuli (Bobotsari)
Gandasuli is een bestuurslaag in het regentschap Purbalingga van de provincie Midden-Java, Indonesië. Gandasuli telt 2402 inwoners (volkstelling 2010).